# Tekautu Takeea
Tekautu Takeea (ur. 7 października 1979) – salomoński zapaśnik walczący w obu stylach. Brązowy medalista igrzysk Pacyfiku w 1999 i mistrzostw Oceanii w 1998 i 2000 roku.